# Луки (Ростовская область)
Луки — хутор в Миллеровском районе Ростовской области. Входит в состав Ольхово-Рогского сельского поселения.

## География
На хуторе имеется одна улица: Лесная.

## История
В 1925 году в Криворожском районе (Никольско-Покровский сельский совет) находился хутор Луковский. Хутор был в 5 верстах от слободы Никольской и в 8-ми от Криворожской. В хуторе было 27 дворов, жителей – 84 мужчины и 84 женщины. Хутор назван в честь Луки Семёновича Васильченко, который первым поселился здесь в начале 1920-х годов, когда крестьянам раздавали землю.

## Население
| 2010 |
| ---- |
| 53   |

## Достопримечательности
Территория Ростовской области была заселена еще в эпоху неолита. Люди, живущие на древних стоянках и поселениях у рек, занимались в основном собирательством и рыболовством. Степь для скотоводов всех времён была бескрайним пастбищем для домашнего рогатого скота. От тех времен осталось множество курганов с захоронениями  жителей этих мест. Курганы и курганные группы находятся на государственной охране.
Поблизости от территории хутора Луки Миллеровского района расположено несколько достопримечательностей – памятников археологии. Они охраняются в соответствии с Федеральным законом от 25.06.2002 N 73-ФЗ "Об объектах культурного наследия (памятниках истории и культуры) народов Российской Федерации", Областным законом от 22.10.2004 N 178-ЗС "Об объектах культурного наследия (памятниках истории и культуры) в Ростовской области", Постановлением Главы администрации РО от 21.02.97 N 51 о принятии на государственную охрану памятников истории и культуры Ростовской области и мерах по их охране и др. 
- Курган "Филонов". Находится на расстоянии около 3,8 км к востоку-северо-востоку от хутора Луки.
- Курганная группа "Стульный I" из 2 курганов. Находится на расстоянии около 6,0 км к востоку-северо-востоку от хутора Луки.
- Курганная группа "Стульный II" из 2 курганов. Находится на расстоянии около 7,5 км к северо-востоку от хутора Луки[4].